# CarmioOro NGC

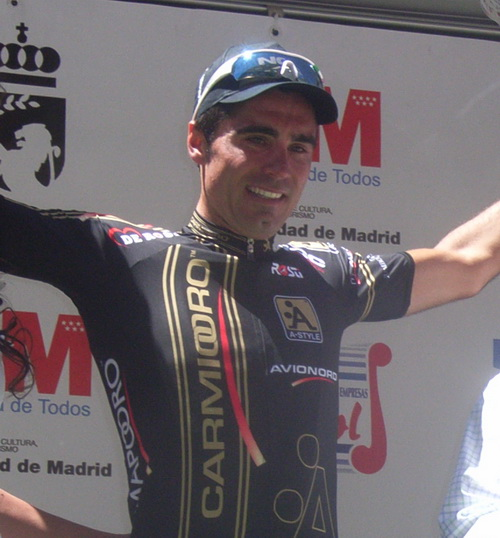
Francisco Ventoso (2009)

CarmioOro-NGC was een wielerploeg onder Britse licentie ontstaan in 2008 onder de naam A-Style Somn. Zij heeft het statuut van continentale wielerploeg sinds 2010. Na afloop van 2010 verdween de ploeg uit het peloton.

## Geschiedenis
A-Style Somn werd gecreëerd in 2008 met zetel in Italië, maar ingeschreven bij de Cypriotische federatie. Van de in totaal 17 renners waren er 6 Cyprioten, 5 Fransen en 5 Italianen, meestal neo-professionelen. De meest ervaren renner was de Kazachse renner Maksim Goerov die overkwam van de Astana.
De ploeg behaalt enkele overwinningen in de UCI Europe Tour 2008.
In 2009 versmolt CarmiOro met de Zwitserse ploeg NGC Medical-OTC Industria Porte. Er werd besloten om onder de merknaam CarmioOro te rijden, waardoor de naam veranderde in CarmioOro-A-Style. Het budget werd verdubbeld en de ploeg kreeg een Italiaanse licentie. De Cyprioten verdwenen uit de ploeg en samen met 8 anderen werd de Spanjaard Sergio Pardilla aangetrokken.
In 2010 reed de ploeg onder de naam CarmioOro NGC, met een Britse licentie als continentale wielerploeg. Manager is de voormalige wielrenner Lorenzo Di Silvestro bijgestaan door Roberto Pelliconi en Roberto Miodini.

## CarmioOro-NGC in 2010

### Samenstelling ploeg
| Renner                   | Geboortedatum | Nationaliteit        | Ploeg 2009                 |
| ------------------------ | ------------- | -------------------- | -------------------------- |
| Éric Berthou             | 23.01.1980    | Vlag van Frankrijk   | CarmioOro-A-Style          |
| Laurent Beuret           | 24.06.1986    | Vlag van Zwitserland | CarmioOro-A-Style          |
| Raffaele Ferrara         | 30.10.1976    | Vlag van Italië      |                            |
| Sébastien Fournet-Fayard | 25.04.1985    | Vlag van Frankrijk   | CarmioOro-A-Style          |
| Diego Genovesi           | 25.04.1981    | Vlag van Italië      | CarmioOro-A-Style          |
| Paride Grillo            | 23.03.1982    | Vlag van Italië      |                            |
| Jure Kocjan              | 18.10.1984    | Vlag van Slovenië    | CarmioOro-A-Style          |
| Sergio Pardilla          | 16.01.1984    | Vlag van Spanje      | CarmioOro-A-Style          |
| Enrico Peruffo           | 08.07.1985    | Vlag van Italië      |                            |
| Andrea Piechele          | 29.06.1987    | Vlag van Italië      |                            |
| Antonio Quadranti        | 26.08.1980    | Vlag van Italië      | Betonexpressz 2000-Limonta |
| Alessandro Raisoni       | 30.10.1983    | Vlag van Italië      | CarmioOro-A-Style          |
| Aristide Ratti           | 07.06.1982    | Vlag van Italië      | CarmioOro-A-Style          |
| Daniele Ratto            | 05.10.1989    | Vlag van Italië      |                            |
| Emanuele Sella           | 09.01.1981    | Vlag van Italië      | CarmioOro-A-Style          |
| Diego Tamayo             | 19.09.1983    | Vlag van Colombia    | CarmioOro-A-Style          |
| Fabio Terrenzio          | 12.09.1985    | Vlag van Italië      | CarmioOro-A-Style          |
| Francesco Tizza          | 24.02.1981    | Vlag van Italië      | CarmioOro-A-Style          |
| Andrea Tonti             | 16.02.1976    | Vlag van Italië      | Fuji-Servetto              |
| Francisco Ventoso        | 06.05.1982    | Vlag van Spanje      | CarmioOro-A-Style          |

### Overwinningen
| Datum      | Wedstrijd                           | Land      | UCI-klas | Winnaar           |
| ---------- | ----------------------------------- | --------- | -------- | ----------------- |
| 21/02/2010 | 1e etappe Ruta del Sol              | Spanje    | 2.1      | Sergio Pardilla   |
| 25/02/2010 | 5e etappe Ruta del Sol              | Spanje    | 2.1      | Francisco Ventoso |
| 08/04/2010 | GP Pino Cerami                      | België    | 1.1      | Jure Kocjan       |
| 01/05/2010 | GP Industria & Artigianato-Larciano | Italië    | 1.1      | Daniele Ratto     |
| 17/06/2010 | 2e etappe Ster Elektrotoer          | Nederland | 2.1      | Francisco Ventoso |
| 17/07/2010 | 2e etappe Ronde van Madrid          | Spanje    | 2.1      | Francisco Ventoso |
| 18/07/2010 | 3e etappe Ronde van Madrid          | Spanje    | 2.1      | Sergio Pardilla   |
| 18/07/2010 | Eindklassement Ronde van Madrid     | Spanje    | 2.1      | Sergio Pardilla   |